# Świedziebnia (gemeente)
De gemeente Świedziebnia is een landgemeente in het Poolse woiwodschap Koejavië-Pommeren, in powiat Brodnicki.
De zetel van de gemeente is in Świedziebnia.
Op 30 juni 2004 telde de gemeente 5172 inwoners.

## Oppervlakte gegevens
In 2002 bedroeg de totale oppervlakte van gemeente Świedziebnia 103,83 km², waarvan:
- agrarisch gebied: 73%
- bossen: 17%

De gemeente beslaat 10% van de totale oppervlakte van de powiat.

## Demografie
Stand op 30 juni 2004:
| Omschrijving                   | Totaal | Totaal | Vrouwen | Vrouwen | Mannen | Mannen |
| ------------------------------ | ------ | ------ | ------- | ------- | ------ | ------ |
| eenheid                        | aantal | %      | aantal  | %       | aantal | %      |
| inwoners                       | 5172   | 100    | 2602    | 50,3    | 2570   | 49,7   |
| bevolkingsdichtheid (inw./km²) | 49,8   | 49,8   | 25,1    | 25,1    | 24,8   | 24,8   |

In 2002 bedroeg het gemiddelde inkomen per inwoner 1458,25 zł.

## Administratieve plaatsen (sołectwo)
Chlebowo, Dzierzno, Granaty, Grzęby, Janowo, Kłuśno, Księte, Mełno, Michałki, Nowa Rokitnica, Okalewko, Rokitnica-Wieś, Stare Zasady, Świedziebnia, Zasadki, Zduny.

## Overige plaatsen
Bielki, Brodniczka, Bryńska, Budki Janowskie, Ciszyn, Dąbrowa, Firany, Glinki, Kotownica, Krzywda, Młyńska, Niemiecka Kolonia, Niemojewo, Nowe Zasady, Oborczyska, Okalewko, Ostrów, Ozorkowo, Plebanka, Pod Brodniczkę, Pod Zduny, Stara Wieś, Szarłaty, Zabudzie.

## Aangrenzende gemeenten
Bartniczka, Brodnica, Górzno, Lubowidz, Osiek, Rypin, Skrwilno